# Heinz Bude

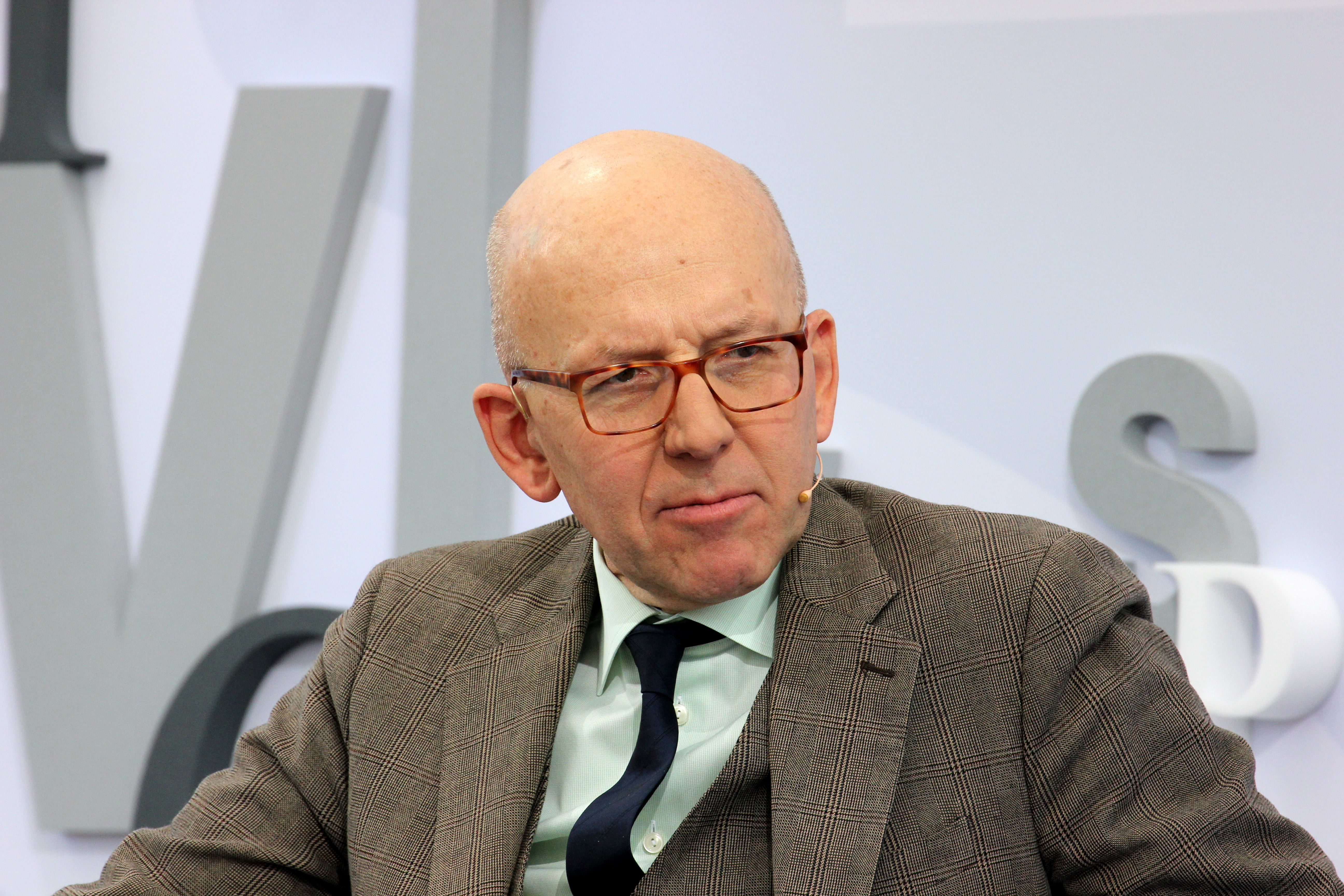
Heinz Bude auf der Leipziger Buchmesse 2018

Heinz Bude (* 1954 in Wuppertal) ist ein deutscher emeritierter Professor für Soziologie an der Universität Kassel. Seine Arbeitsschwerpunkte sind Makrosoziologie, Generations-, Exklusions- und Unternehmerforschung. Er wurde einer breiteren Öffentlichkeit für seinen Einsatz für digitale Grundrechte und seine Beratung des deutschen Innenministeriums während der COVID-19-Pandemie bekannt.

## Leben
Bude wuchs als Sohn eines Schreiners und einer Hausfrau in Wuppertal-Vohwinkel auf. Seine beiden Brüder wurden während des Krieges geboren, er studierte als erstes Familienmitglied und bezeichnet sich als Bildungsaufsteiger. Bude begann zunächst ein Studium der Katholischen Theologie an der Universität Tübingen. Anschließend studierte er Soziologie, Philosophie und Psychologie in Tübingen und an der Freien Universität Berlin. 1978 legte er dort die Diplomprüfung in Soziologie ab. Von 1978 bis 1983 war er wissenschaftlicher Mitarbeiter am Psychologischen Institut der Freien Universität Berlin, danach Projektmitarbeiter sowie Habilitationsstipendiat der Deutschen Forschungsgemeinschaft. Ferner war er als selbstständiger Sozialforscher tätig. 1986 promovierte er mit einer Dissertation zur Wirkungsgeschichte der Flakhelfer-Generation an der FU Berlin zum Dr. phil. Die Dissertation wurde im Suhrkamp-Verlag veröffentlicht. 1994 habilitierte er sich für das Fach Soziologie mit einer Studie zur Herkunftsgeschichte der 68er-Generation.
Ab 1992 war er Wissenschaftlicher Mitarbeiter am Hamburger Institut für Sozialforschung und leitete hier bis 2014 den Arbeitsbereich „Die Gesellschaft der Bundesrepublik“. Bude vertrat Lehrstühle an der Freien Universität Berlin und an der Viadrina in Frankfurt/Oder und war 1996 Visiting Scholar am Center for European Studies der Cornell University.
Bude gehört zu den Initiatoren der Charta der Digitalen Grundrechte der Europäischen Union, die Ende November 2016 veröffentlicht wurde.
Zusammen mit seiner Frau, der Politologin Karin Wieland, und der Künstlerin Bettina Munk veröffentlichte er 2020 den Roman Aufprall über die West-Berliner Hausbesetzerszene.
Seit 2000 lehrte er als Professor für Makrosoziologie an der Universität Kassel. Im Mai 2023 hielt er dort seine Abschiedsvorlesung.

## Mitgliedschaften und Funktionen
- Bude ist Mitglied der Deutschen Gesellschaft für Soziologie, in deren Vorstand er 2004 gewählt wurde und deren 33. Kongress mit dem Titel „Die Natur der Gesellschaft“ er im Oktober 2006 in Kassel mitorganisierte.
- Im August 2020 wurde Bude Gründungsdirektor des documenta-Instituts in Kassel.

## Preise und Auszeichnungen
- Bude erhielt auf dem DGS-Kongress 2016 am 26. September den Preis der Deutschen Gesellschaft für Soziologie für herausragende Leistungen auf dem Gebiet der öffentlichen Wirksamkeit der Soziologie. Die Laudatio hielt Georg Vobruba.
- Im November 2024 wählte die "Welt am Sonntag" Heinz Bude unter die "wichtigsten Soziologen Deutschlands".[6]

## Positionen und Kontroversen

### Generationengerechtigkeit
Das Prinzip der Generationengerechtigkeit bezeichnete Bude in seinem Essay als eine „unbrauchbare Formel“; es beruhe auf der naiven Unterstellung einer linearen Entwicklung der Welt. 
Das Konzept der „Generationengerechtigkeit“ indiziert also womöglich eine grundlegende Veränderung unseres Zeitbewußtseins überhaupt. Das betrifft zuallererst das Verhältnis zur Zukunft. Sie ist für uns kein offener Horizont von Möglichkeiten mehr, sondern eine Wirklichkeit, an der alle Prognosen scheitern, die auf linearen Rechenmethoden beruhen, und die zugleich als Bedrohung unausweichlich auf uns zukommt. 

### Digitale Grundrechte
Bude gehört zu den Initiatoren der Charta der Digitalen Grundrechte der Europäischen Union, die Ende November 2016 veröffentlicht wurde. Art. 17, der den Geltungsbereich betrifft schlägt unter anderem vor, das die Rechte und Prinzipien dieser Charta auch gegenüber nichtstaatlichen Akteuren gelten sollten. Dabei ist eine Abwägung mit den Grundrechten dieser Akteure vorzunehmen.

### COVID-19-Pandemie
Im Interview mit Harry Nutt (Frankfurter Rundschau) vom 16. November 2021 äußerte Bude, das „Corona-Leugnertum“ sei für ihn ein Phänomen unserer Zeit. Er frage sich seitdem, wohin mit dem „Irrsinn, den es offenbar in der Gesellschaft gibt“. Früher habe die Religion den Irrsinn absorbiert, dann die Kunst, jetzt versage die Wissenschaft bei der Entzauberung von Verschwörungstheorien. Die „Staatsbedürftigkeit der Gesellschaft“ sei nicht mehr von der Hand zu weisen.
Gegenüber Michael Bröcker erklärte er zu den Maßnahmen während der COVID-19-Pandemie in Deutschland am 7. Dezember 2021, dass „Impfgegner“ „fühlbar Nachteile haben müssen“ und man sich „im Grunde nicht länger mit denen beschäftigen“ könne, „die kann man nicht nach Madagaskar verfrachten“, aber nach Gründen zu suchen habe keinen Sinn. Man „muss einen Schnitt machen und damit leben, dass es 20% oder 15% gibt, die sich nicht überzeugen lassen“.
In der Diskussionsveranstaltung „Gesellschaft im Ausnahmezustand – Was lernen wir aus der Coronakrise?“ vom 24. Januar 2024 an der Universität Graz führte Bude aus, ein Spiegelredakteur habe ihm mitgeteilt, das Corona Thema sei für rechtspopulistische Kreise vielleicht wichtiger in ihrer „Extremisierungstendenz“ als das Migrationsthema. Der Ausgangspunkt, so Bude, sei die Zunahme von Rechtspopulismus, „wenn nicht gar Systemskepsis oder sogar Systemfeindschaft in allen westlichen Gesellschaften. Und wir wissen nicht mal, wie das in den USA in diesem Jahr ausgeht. Wir müssen ernsthaft darüber nachdenken, ob Corona ein Brandbeschleuniger in der Extremisierung von Systemskepsis gewesen ist.“ Zum Umgang mit künftigen Großereignissen äußerte er die Frage, ob man da nicht „hinterrücks ganz furchtbare Dinge“ tun müsse, „wie Angstkommunikation, also sozialpsychologische Dinge benutzen, um solche Arten von Folgebereitschaften zur Veränderung von individuellem Verhalten vorzunehmen“.

### Corona-Strategiepapier

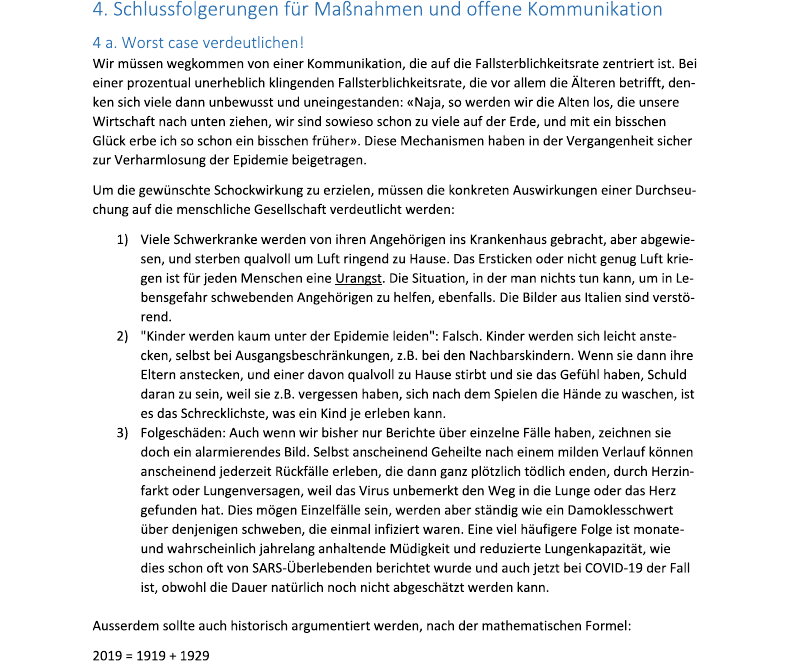
Auszug aus dem Corona-Strategiepapier („Panikpapier“)

Bude war 2020 Mitarbeiter am internen Corona-Strategiepapier des Innenministeriums. Am 14. März war er von Markus Kerber, Staatssekretär im Bundesinnenministerium, angerufen worden und hatte seine Teilnahme zugesagt. Die Bilder aus Bergamo seien entscheidend gewesen. Als er dann gehört habe, dass die Priester, die die Sterbenden in ihren letzten Stunden begleiten, selbst erkrankten und starben, habe er gewusst, dass Corona in einer Reihe mit der Pest, der Cholera und der Spanischen Grippe gesehen werden müsse. Er würde immer noch so vorgehen, wie sie es in der Kommission getan hätte, sagte er im Juni 2023, „best-practice-Beispiele analysieren und daraus Schlüsse für die eigene Situation ziehen“. Er arbeitete am so genannten Szenarienpapier mit und verfasste einen Abschnitt. Im Deutschlandfunk äußerte er, dass man Bürgerinnen und Bürger allgemein ansprechen wollte, also nicht als Repräsentanten einer bestimmten sozialen Gruppe. Zivilgesellschaftliche Akteure zur Vermittlung des Infektionsschutzkonzept seien wichtig, etwa Kirchen oder „Quartiersmanagements“.
In einem Gespräch an der Uni Graz erläuterte Bude am 24. Januar 2024, sie hätten gesagt, sie hätten „ein Modell finden müssen, um Folgebereitschaft herzustellen, das so ein bisschen wissenschaftsähnlich ist.“ Und das sei diese Formel „Flatten the curve“ gewesen. „Wir sagen denen, es sieht so nach Wissenschaft aus, ne?“
In dem Aufsatz Aus dem Maschinenraum der Beratung in Zeiten der Pandemie stellte er 2022 seine teilnehmenden Beobachtungen bei der Pandemieberatung dar.

### Initiative No-COVID
Im Februar 2021 startete die zivilgesellschaftliche Initiative No-COVID. Mit dem Komplexitätsforscher Dirk Brockmann erörterte Bude unter anderem die „Verlaufsdynamik von infektiösen Populationen“ und die „Gruppendynamik vulnerabler Individuen“, die sich schnitten. „Deshalb stieß die rationale Steuerung von Bewegungsmustern im Dienste der Kontrolle des Infektionsgeschehens immer wieder auf die eigenwillige Behauptung von Handlungsautonomie im Dienste der sozialen Geltung.“ Brockmann suchte bei Bude eine Erklärung für die „irre Aversion“ einzelner Gruppen und den sukzessiven Verlust von kollektiver Handlungsfähigkeit, Bude bei Brockmann Aufschluss über die merkwürdigen „Einschwingphasen“, die eine Population benötige, „um sich von ganz allein zu synchronisieren“ außerdem darüber, wie sich „informationelle Infektionen“ im Netz ausbreiten. Beide seien sie überzeugt, wie wichtig die Unterscheidung von „Politiken des Kompromisses zwischen verschiedenen Interessen und Politiken sozialer Pakte zwischen verschiedenen Kompetenzen“ für die Bewältigung „künftiger Großkrisen“ sein werde. Damit bezog er sich auf Kriege, Pandemien und Extremwetterereignisse.

## Privates
Mit seiner Frau hat er eine Tochter. Er wohnt in Berlin-Weißensee. Er ist römisch-katholisch.

## Schriften (Auswahl)
Als Autor:
- Deutsche Karrieren. Lebenskonstruktionen sozialer Aufsteiger aus der Flakhelfer-Generation. Suhrkamp, Frankfurt am Main 1987, ISBN 3-518-11448-4.
- Bilanz der Nachfolge. Die Bundesrepublik und der Nationalsozialismus. Suhrkamp, Frankfurt am Main 1992, ISBN 3-518-28620-X.
- Die Soziologen der Bundesrepublik. In: Merkur 46 (1992), S. 569–580.
- Peter Ludwig – im Glanz der Bilder. Die Biographie des Sammlers. Lübbe, Bergisch Gladbach 1993, ISBN 3-7857-0679-0.
- Das Altern einer Generation. Die Jahrgänge 1938 bis 1948. Suhrkamp, Frankfurt am Main 1995, ISBN 3-518-58190-2.
- Der Unternehmer als Revolutionär der Wirtschaft. In: Merkur, 51. Jahrgang, Nr. 582/583, Heft 9/10 (1997), S. 866–876.
- Die ironische Nation. Soziologie als Zeitdiagnose. Hamburger Edition, Hamburg 1999, ISBN 3-930908-47-6.
- Generation Berlin. Merve, Berlin 2001, ISBN 3-88396-166-3.
- Die Ausgeschlossenen. Das Ende vom Traum einer gerechten Gesellschaft. Hanser, München 2008, ISBN 978-3-446-23011-8.
- Bildungspanik. Was unsere Gesellschaft spaltet. Hanser, München 2011, ISBN 978-3-446-23761-2.
- Gesellschaft der Angst. Hamburger Edition, Hamburg 2014, ISBN 978-3-86854-284-4.
- Das Gefühl der Welt. Über die Macht von Stimmungen. Hanser, München 2016, ISBN 978-3-446-25065-9.
- Anerkennung durch Differenz. Gastbeitrag (FAZ, September 2017, online).
- Adorno für Ruinenkinder – Eine Geschichte von 1968. Hanser, München 2018, ISBN 978-3-446-25915-7.
- Solidarität. Die Zukunft einer großen Idee. Hanser, München 2019, ISBN 978-3-446-26184-6.
- mit Bettina Munk, Karin Wieland: Aufprall. Roman. Hanser, München 2020, ISBN 978-3-446-26766-4.[21]
- Abschied von den Boomern. Hanser, München 2024, ISBN 978-3-446-27986-5.

Als Herausgeber:
- mit Andreas Willisch: Exklusion: Die Debatte über die „Überflüssigen“. Suhrkamp, Frankfurt am Main 2007, ISBN 978-3-518-29419-2.
- mit Ralf M. Damitz und André Koch: Marx. Ein toter Hund? Gesellschaftstheorie reloaded. VSA, Hamburg 2010, ISBN 978-3-89965-377-9.
- Mitherausgeber: Handbuch Öffentliche Soziologie, Springer VS, Wiesbaden 2023, ISBN 978-3-658-16994-7.
- mit Meron Mendel: Kunst im Streit. Antisemitismus und postkoloniale Debatte auf der documenta fifteen, Campus, Frankfurt am Main 2025, ISBN 9783593519739.